# 堕女神ユリスの奇跡
『堕女神ユリスの奇跡』（だめがみユリスのきせき）は、日本の小説家北沢慶による、ファンタジーライトノベル作品。『グループSNE』が主催する『ソード・ワールド2.0』ノベルの1種である。
レーベルは富士見ドラゴンブック、イラストは加藤たいら。全3巻。

## 概要
『ソード・ワールド2.0』の長編小説としては、『剣をつぐもの』、『ペギー&ノノ 華麗なる冒険』に続いて第3弾となる。テラスティア大陸西側のユーレリア地方が舞台。
地上に降りた古代神ユリスが主人公ザウエルを巻き込んで引き起こす騒動と、古代に封じられたものたちとの戦いを描く。
巻末のデータ集には、戦勝神ユリスカロアの神聖魔法が収録されている。これは後に修正を施された上で、サプリメント『カルディアグレイス』に再録された。なお3巻の帯には「驚愕の『ユリス・モンスターデータ』まで完全収録」と記されているが、実際にはそのようなデータは含まれていない。後の2012年1月20日、「富士見書房TRPG」サイト上においてお詫びの文章と共に未収録であった「ユリス・モンスターデータ」が掲載された。

## あらすじ
堕女神ユリスの奇跡
かつて、亡き兄ルカスと共に行った冒険で手に入れた3本の魔剣に呪われた剣士ザウエル。その呪いのために誰ともパーティーを組めず、単独の冒険行を強いられていた。ある日、遺跡の探索から戻ってきた彼の元に1人の少女が尋ねてくる。彼女は自らを戦勝神ユリスカロアと名乗ると、ザウエルに邪竜ラズアロスの封印を依頼してきた。なんとか癒し手アリエルと神官戦士ジェラルディンを仲間に加えたザウエルは、兄が命を落とした場所でもある“冒険者喰らい”ピグロウ山へ向かう。
そこへ魔法剣士ジェダが現れると、ラズアロスを思いのままに操るという野望を明かし、神の力を利用するためにユリスをさらっていく。しかし邪竜は人に制御できるものではなく暴走をはじめ、ジェダは撤退する。ユリスは自分を犠牲にして再封印を試みようとするが、駆けつけたザウエルがそれを制する。ルカスがユリスに祈った最期の願いが邪竜の浄化であったことを悟ったザウエルは、ラズアロスを苦痛から解放しておとなしくさせた。
しかし邪竜退治の手柄はジェダに横取りされ、力が戻らなかったためユリスが天に還ることもなく、ザウエルの暮らしは向上するどころか出費がかさむ一方だった。
堕女神ユリスの危機
銃使いフレデリックがフォルトベルクの中央塔から少女エリザを連れ出した。身なりはよいが世間知らずの彼女は、街で出会ったザウエルに「3日の間、守護騎士になってほしい」と頼む。〈炎の髭亭〉が抱える負債に悩んでいたユリスは、報酬目当てに依頼を受けるようザウエルにうながす。彼はフレデリックとともにエリザを追う者たちを蹴散らしたが、そのせいで危うく誘拐犯扱いされかけた。エリザは15歳になると“終末の巨人”に嫁ぐことを定められた“花嫁”であり、3日というのはそれまでに残された最後の猶予、そして追っ手とは彼女の護衛や街の衛視たちだったのだ。
ユリスは問題を根本から解決するために、巨人を封印しに行くことを提案する。遺跡に赴いた一行に、フレドリックに指示を出していたジェダが合流し、巨人をよみがえらそうと企む魔術師ヴァウラの存在を語る。ヴァウラは魔物をけしかけてエリザを追い詰めることで、“花嫁”の危機に感応する巨人を動かそうとしていた。ザウエルたちは空中浮遊を始めた遺跡の奥に乗り込み、エリザの働きで巨人を完全に眠らせることに成功する。そこにヴァウラが攻撃を仕掛けてくるが、状況が決したのを見ると退散した。
事件解決後、エリザは晴れて自由の身となり、彼女から支払われた報酬で〈炎の髭亭〉の経営も安定した。
堕女神ユリスの栄光
突然ユリスの前に彼女の恋人を名乗るハーヴリーズという男が現れた。彼の正体は太古の竜神で、近くフォルトベルクの街をドラゴンの群れが襲うと警告する。ほどなくして、ハーヴリーズを崇めユリスカロアを滅ぼそうとする“竜の教団”が複製ドラゴンの群れを街に差し向けてきた。教団に雇われて各所の封印を解いていたジェダから事情を聞かされたザウエルたちは、ユリスの号令によって対竜戦闘用要塞としての機能を取り戻したフォルトベルクを活用して複製ドラゴンを撃退する。
“竜の教団”の本拠地に乗り込んだザウエルは、ハーヴリーズの肉体を乗っ取ったヴァウラに苦戦するが、呪いの三剣をアリエル、ジェラルディンという仲間と分かち合うことで逆転し、竜神の体を滅ぼすことに成功する。ヴァウラはなおも亡霊となって抵抗するが、生前のルカスが彼女に遺した愛の証である指輪をザウエルから受け取ると、憎しみから解放され消えていった。
すべてが終わった後、ドラゴン退治の活躍で信仰が盛んになり神力を取り戻したユリスは天に帰ることになった。別れ際の餞別でザウエルにかけられた呪いを解こうとするが、竜神ハーヴリーズが自分の肉体を滅ぼすために造り出した剣は女神の手にあまり、呪いが解けるどころかユリスは再び力を失ってしまう。女神の帰還は無期延期となり、一同の元通りの暮らしが続くのだった。

## 登場人物

### 主人公とその仲間
ザウエル・イェーガー
人間 / 男 / 21歳→22歳（3巻） 【冒険者技能】ファイター、セージ、スカウト、アルケミスト、エンハンサー、レンジャー
主人公。15歳の時に、兄と共に行った冒険で3本の魔剣を手に入れるも、3本とも呪いの魔剣だったという不幸な剣士。その呪いのために「呪いの三剣（トライカーズ）」と呼ばれ、パーティーを組むことができないでいる。戦勝神ユリスカロアに出会い、彼女に振り回されつつもピグロウ山の探索を行う羽目になる。
“戦勝神”ユリスカロア
本作のヒロイン（？）。通称ユリス。見た目は幼い少女だが、数万年以上も前に神格を得た古代神である。本来なら「コール・ゴッド」の魔法以外で地上に顕現することはないのだが、信者がいなくなったことで小神並に能力が衰えたために姿を現した。「ザイアやグレンダールをおちょくった」「キルヒアは自分の父」「ダルクレムをワナにかけまくった」などと発言しており、宗教学的には貴重な存在のはずだが、普段の態度は生意気な子供である。手癖が非常に悪く、フレドリックの財布をスッたり、ザウエルの隠し金庫を暴くなど盗みの技は天下一品。なお、上記の発言から計略や策略などを得意としているようである。自称、“天空の女神王”。
“下町の癒し手”アリエル・ウィンザー
ラミア / 女 / 17歳 【冒険者技能】ソーサラー、コンジャラー、レンジャー、フェンサー、セージ
下町の施療院を1人で切り盛りする少女。ザウエルに気があり、彼が冒険で怪我を負うたびに無料で治療してくれる。実は蛮族のラミアで、高レベルの魔法使い。ザウエルの血の味を気に入っているほか、ストーカーの気もあるらしく、使い魔の黒猫を通じてザウエルの生活を覗き見して日記を付けていた。ユリスカロアの「ザウエルの血を吸い放題」の言葉に釣られてザウエルとパーティーを組む。
“騎士神の大盾”ジャリルデン・エラー
エルフ / 女 / 313歳 【冒険者技能】プリースト（ザイア）、ファイター、レンジャー、ライダー、エンハンサー
ザイアの神官戦士。エルフ名は同僚の人間たちには難しいので、ジェラルディンという男のような通称で呼ばれている。フォルトベルクの町の騎士団に所属しているが、ザウエルに試合で負けたために彼とパーティーを組んだ。可愛いものに目がなく、自分が神になったら可愛いものを集めて神の軍団を作るのが夢らしい。また、強い人間にも憧れを持っているようで、自分を負かしたザウエルのことを気に入っている。リプレイ集『新米女神の勇者たち』に登場したバトエルデン・エラーの妹で、兄を尊敬しつつも「小神になった小娘（ルーフェリア）にたぶらかされた」と思うなど、複雑な心境を持っている。

### ライバル
“絶対の帰還者”ジェダ・プロマキス
ナイトメア / 男 / 年齢不詳 【冒険者技能】ファイター、フェアリーテイマー、スカウト、マギテック、セージ、シューター
優秀な魔法剣士。フォルトベルクのみならず、近隣諸国にまで名前が知れ渡っている。冒険者として様々な名声を獲得しているが、邪竜の復活を企てるなど危険な思想の持ち主。一方でお調子者の一面もあり、邪竜がコントロールできないと判るや退治に乗り出し、さらに退治の手柄を独り占めしてしまう要領の良さも持っている。
かつてはザウエルの兄ルカスやヴァウラの冒険仲間だった。
“閃光の銃使い”フレドリック・キール
タビット / 男 / 11歳 【冒険者技能】シューター、マギテック、コンジャラー、セージ
ジェダとパーティーを組む魔動機士。タビットらしく見た目は愛らしいが、非常にガラが悪く、口も悪い。一方で仲間思いの一面もある。銃を手放すととたんに気弱になる。
“鋼鉄の蜘蛛乗り”ヨーレ・アスター
ルーンフォーク / 女 / 8歳 【冒険者技能】ライダー、ファイター、スカウト、レンジャー、エンハンサー
ジェダに仕える女戦士。多脚魔道戦車アラクネに騎乗する。

### フォルトベルクの街の人々
グルード
冒険者の宿〈炎の髭亭〉の主人であるドワーフ。以前は腕のよい冒険者だったが、足を負傷したことで引退した。面倒見の良い性格で、パーティーを組めないザウエルを気にかけている。なお、彼が経営する宿はかつてはユリスカロアの神殿だった。
“巨人の花嫁”エリザベータ・ファルケンハイン
人間 / 女 / 14歳 【冒険者技能】セージ、プリースト（ユリスカロア）、バード
通称エリザ。都市国家連合を束ねる王家の姫。15歳になると“終末の巨人”に嫁ぐことが定められており、その日まで街の中央塔に幽閉されていた。遠くから手を振ってくれたザウエルに憧れている。自分の運命を素直に受け入れていたが、フレドリックによって塔から連れ出されてユリスと出会い、彼女に諭されて自ら行動するようになる。
事件解決後は公に生きられるようになり、フォルトベルクの太守に就任する。

### 黒幕
“黒き死人使い”ヴァウラ・ヒマルカ
人間 / 女 / 28歳（表向き） 【冒険者技能】コンジャラー、ソーサラー、セージ
ユリスを敵視し、ハーヴリーズの封を解こうとする“竜の教団”の魔導師。その正体は古代魔法王国時代の亡霊がルカスの愛情により人の心を取り戻した存在で、肉体はかりそめのものである。
相思相愛のルカスと結婚するつもりだったが、彼がラズアロスを浄化するためユリスに魂を捧げたことで叶わぬ夢となった。女神を深く恨むようになった彼女は復讐のために教団に接触したのである。
戦いの果てに、ルカスが永遠の愛を込めた指輪をザウエルから受け取ったことで怨念が浄化され、ルカスと再び出逢うために転生の途についた。

### 封印されしもの
邪竜ラズアロス
神紀文明時代に猛威を振るった、神をも喰らうという竜。ユリスの魔剣キルヒアイゼンによってピグロウ山に封印されていた。数万年の時の経過で封が緩み、ついにはジェダに解放されて暴走するが、実はルカスが命と引き換えにユリスを召喚したとき浄化されかけており、当のラズアロスに悪意はなく封印の苦痛に苛まれていただけだった。
ザウエルの機転で苦しみから解放されたラズアロスは、小さな竜の姿になって彼のペットとして暮らすようになる。
もともとハーヴリーズの新たな肉体として創られた存在で、最終的に本来の用途どおり竜神の魂を宿すことになった。
終末の巨人
立ち上がれば人間の百倍の背丈にもなる巨大な人型兵器。目覚めれば世界が滅ぶと言われ、ファルケンハイン家に数百年に一度生まれる“巨人の花嫁”が身を捧げることで封じてきた。しかし本来の花嫁の役割は操縦者であり、巨人体内の制御室で特殊な円盤を使用することで自由に動かせるようになるのである。
ヴァウラによって封を解かれ、未熟な自我のままに暴れだそうとしたが、ユリスとエリザによって再封印された。
もとはハーヴリーズが神々と戦うために造った兵器である。
竜神ハーヴリーズ
多くの神を屠ったと伝説に語られる古代竜の王。ラズアロス・終末の巨人・複製ドラゴン製造機の3つの封印によって彼自身もまた封じられていたが、彼を崇める“竜の教団”によって現代に蘇った。ハーヴリーズ当人はかつて敵対していたユリスのことを一心に愛しており、自分を勝手に祭り上げる“竜の教団”を迷惑がっている。
ザウエルらの前には優男の姿で現れる。本来の肉体は際限のない成長の果てに自重を支えきれず朽ちかけており、最後にその魂はラズアロスの体へと転生した。

## 既刊一覧
- ソード・ワールド2.0ノベル 堕女神ユリスの奇跡 ISBN 978-4-8291-4625-5
- ソード・ワールド2.0ノベル 堕女神ユリスの危機 ISBN 978-4-8291-4640-8
- ソード・ワールド2.0ノベル 堕女神ユリスの栄光 ISBN 978-4-8291-4656-9